# Agios Georgios, Famagusta
Ágios Geórgios är en ort i Cypern.   Den ligger i distriktet Eparchía Ammochóstou, i den östra delen av landet, 50 km öster om huvudstaden Nicosia. Ágios Geórgios ligger 51 meter över havet och antalet invånare är 414. Den ligger på ön Cypern.
Terrängen runt Ágios Geórgios är huvudsakligen platt, men åt nordväst är den kuperad. Havet är nära Ágios Geórgios österut. Närmaste större samhälle är Famagusta, 16,5 km söder om Ágios Geórgios. 
Medelhavsklimat råder i trakten. Årsmedeltemperaturen i trakten är 23 °C. Den varmaste månaden är augusti, då medeltemperaturen är 32 °C, och den kallaste är februari, med 13 °C. Genomsnittlig årsnederbörd är 450 millimeter. Den regnigaste månaden är december, med i genomsnitt 99 mm nederbörd, och den torraste är augusti, med 1 mm nederbörd.